# Şanver Göymen
Şanver Göymen (Samsun, 22 gennaio 1967) è un ex calciatore turco, di ruolo portiere.